# 七瀬りりこ
七瀬 りりこ（ななせ りりこ、1988年8月7日 - ）は、日本の女優・歌手。元宝塚歌劇団宙組の娘役。
兵庫県、私立相愛高等学校、声楽科出身。身長159cm。愛称は「りりこ」。

## 来歴
2005年、宝塚音楽学校入学。
2007年、音楽学校卒業後、宝塚歌劇団に93期生として入団。入団時の成績は21番。星組公演「さくら／シークレット・ハンター」で初舞台。その後、宙組に配属。
2009年、大空祐飛・野々すみ花トップコンビ大劇場お披露目となる「カサブランカ」で、初のエトワールに抜擢。
2011年8月7日、「美しき生涯／ルナロッサ」東京公演千秋楽をもって、宝塚歌劇団を退団。退団公演では自身2度目となるエトワールを務めた。
退団後は舞台を中心に活動し、近年ではテレビ東京系「THEカラオケ★バトル」に宝塚OGとして初めて出演し、優勝を果たした。

## 宝塚歌劇団時代の主な舞台

### 初舞台
- 2007年3 - 4月、星組『さくら』『シークレット・ハンター』（宝塚大劇場のみ）

### 宙組時代
- 2007年6 - 9月、『バレンシアの熱い花』『宙 FANTASISTA!』
- 2008年2 - 5月、『黎明（れいめい）の風』『Passion 愛の旅』
- 2008年7月、『殉情（じゅんじょう）』（バウホール）
- 2008年9 - 12月、『Paradise Prince（パラダイス プリンス）』『ダンシング・フォー・ユー』
- 2009年2 - 3月、『逆転裁判 -蘇る真実-』（バウホール・日本青年館）
- 2009年4 - 7月、『薔薇に降る雨』『Amour それは…』
- 2009年8 - 9月、『逆転裁判2 -蘇る真実、再び…-』（バウホール・赤坂ACTシアター）
- 2009年11 - 2010年2月、『カサブランカ』 - 新人公演：宝石商（本役：天輝トニカ） 初エトワール[1]
- 2010年3 - 4月、『シャングリラ-水之城-』（ドラマシティ・日本青年館）
- 2010年5 - 8月、『TRAFALGAR（トラファルガー）』『ファンキー・サンシャイン』
- 2010年11 - 2011年1月、『誰がために鐘は鳴る』 - 新人公演：ロジータ（本役：花音舞）
- 2011年3月、『記者と皇帝』（日本青年館・バウホール） - デボラ・ドリトル
- 2011年5 - 8月、『美しき生涯』 - 新人公演：加藤清正の妻（本役：風莉じん）『ルナロッサ』 退団公演、エトワール[1]

### 出演イベント
- 2007年9月、『TAKARAZUKA SKY STAGE5th Anniversary Special』[注釈 1]
- 2009年12月、タカラヅカスペシャル2009『WAY TO GLORY』[注釈 1]
- 2010年12月、タカラヅカスペシャル2010『FOREVER TAKARAZUKA』[注釈 1]
- 2011年6月、第2回『マグノリア・コンサート・ドゥ･タカラヅカ』

## 宝塚歌劇団退団後の主な活動

### 舞台
- 2013年2 - 3月、ミュージカル『アンナ・カレーニナ』（ル テアトル銀座 by PARCO、他）
- 2013年5 - 6月、ミュージカル『マイ・フェア・レディ』（日生劇場）
- 2013年10月、ミュージカル『エニシング・ゴーズ』（帝国劇場・梅田芸術劇場）
- 2013年12月、ミュージカル『スクルージ 〜クリスマス・キャロル〜』（赤坂ACTシアター・神奈川芸術劇場）
- 2014年4 - 5月、ロードウェイ・ミュージカル『アダムス・ファミリー』（青山劇場[5]、他）
- 2014年9 - 10月、ミュージカル『オン・ザ・タウン』（青山劇場・オリックス劇場）[6]
- 2015年6 - 8月、ミュージカル『エリザベート』（帝国劇場）
- 2015年12月、ミュージカル『スクルージ』（赤坂ACTシアター） - メアリ
- 2016年3 - 4月、ミュージカル『ジキル＆ハイド』（東京国際フォーラム、他）
- 2016年5月、ミュージカル『ブルックリン』（六行会ホール） - パラダイス
- 2016年6 - 10月、ミュージカル『エリザベート』（帝国劇場、他）
- 2016年12月 - 2017年1月 - 『エリザベート TAKARAZUKA20周年 スペシャル・ガラ・コンサート』（梅田芸術劇場、他） - ヴィンディッシュ嬢
- 2017年3月、『石川禅 3rd ソロコンサート』（よみうり大手町ホール）[7]
- 2017年5 - 7月、ミュージカル『グレート・ギャツビー』（日生劇場、他） - ヒルダ
- 2017年12月 - 2018年1月、ミュージカル『ドッグファイト』（サンケイホールブリーゼ）[8] - ルーストゥーベアーズ
- 2018年3 - 4月、ミュージカル『ジキル＆ハイド』（愛知県芸術劇場、他）
- 2018年7 - 10月、ミュージカル『ナイツテイル-騎士物語-』（帝国劇場、他）[9] - 三人の王妃
- 2019年4月、ミュージカル『舞台に立ちたい』[10]（シアター風姿花伝） - いづみ
- 2019年6 - 8月、ミュージカル『エリザベート』（帝国劇場、他）
- 2019年12月、ミュージカル『スクルージ』（日生劇場）[11] - メアリ
- 2020年1月、田代万里生 10thアニバーサリー・コンサート『Simpatia』（東京オペラシティ）
- 2020年8月、『ナイツテイル in シンフォニックコンサート』（東京芸術劇場、他） - 三人の王妃
- 2021年1 - 2月、ミュージカル・ゴシック『ポーの一族』（梅田芸術劇場、他） - レダ
- 2021年6月、ミュージカル『From Broadway with Love ～ブロードウェイより愛をこめて～』（CBGKシブゲキ!!） - 主演[12]：マーゴ・コリンズ
- 2021年9 - 11月、ミュージカル『ナイツテイル-騎士物語-』（梅田芸術劇場、他）[13] - 三人の王妃
- 2022年2月、J'S STUDIO produce Vol.2『To a new tomorrow〜8000メートルの愛〜』（ラドンナ原宿） - ヒロイン：樋口杏子
- 2022年2月、『ジャズ＆宝塚／ボーカルフェスティバル』 （兵庫県立芸術文化センター）
- 2022年8月ミュージカル『命日オプション』(萬劇場)★ヒロイン※ヤヒメ役
- 2022年9月ミュージカル『僕と幻の図書館』(伝承ホール)★主演※少年エスタ役
- 2022年10月ミュージカル『金平糖1.0』(上野ストアハウス)※まあ先生役
- 2022年11月コンサート『ever green ever violet』(ハーモニーホール座間・他)※北翔海莉・実咲凜音と共にメインキャスト
- 2022年12月ミュージカル『スクルージ』(日生劇場)※メアリ役
- 2023年3月『 Like Attracts Like 』(COTTONCLUB東京)
- 2023年6月　ストレートプレイ『みんな、モブとの狭間』(築地本願寺ブディストホール)★ヒロイン※前川沙織役
- 2023年８月　『七瀬りりこソロコンサート』(ドルチェアートホールOSAKA)
- 2023年11月　ミュージカル『すずらん通りの青い鳥』(六行会ホール)★ヒロイン※ヒトミ役
- 2024年1月『ふたりの星』(東京オペラシティコンサートホール)※安奈淳・北翔海莉・鳴海じゅんと共にメインキャスト
- 2024年3月芝居『先の綻び』(シアターシャイン)※渡邉有紀役
- 2024年5月『三ッ矢直生グランドコンサート』(東京芸術劇場プレイハウス)
- 2024年9月、『ココロノカケラ』（博品館劇場）[14]
- 2024年10月『るたんフェスティバル』(銀座ブロッサムホール)

### 声優
- レジェンヌ（2017年、紗曲なな瀬）[15][16]
- 東京スター銀行 CM「年金世代のお金のご相談（見直し篇）」（2020年、ナレーション）[17]
- ベヨネッタ3（2022年、バアル[18]）